# Sévérac-l'Église
Pour les articles homonymes, voir Sévérac.
Ne doit pas être confondu avec Sévérac-le-Château ou Sévérac d'Aveyron.
Sévérac-l'Église est une ancienne commune française située dans le département de l'Aveyron, en région Occitanie, devenue, le 1er janvier 2016, une commune déléguée de la commune nouvelle de Laissac-Sévérac-l'Église.

## Géographie
La commune est située sur la Route nationale 88, environ 24 kilomètres au nord-est de Rodez. 

### Localisation

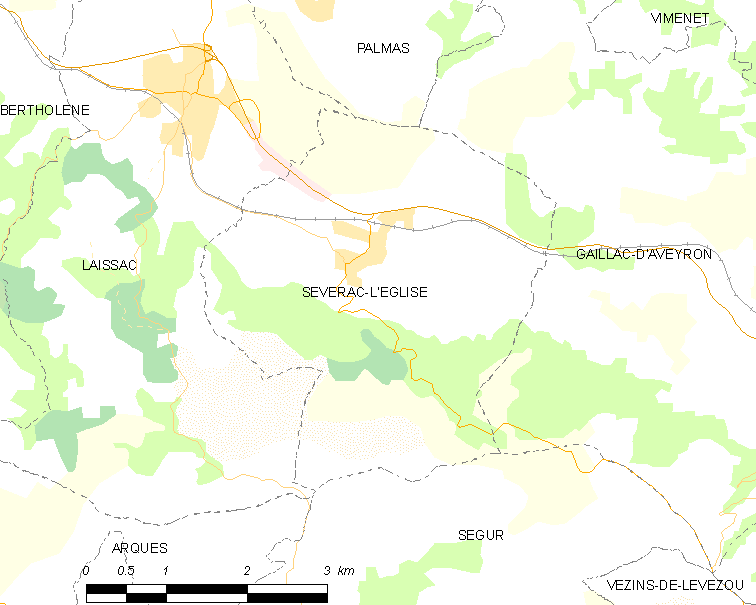

### Site
À l'orée de la forêt des Palanges, Sévérac-l'Église domine la haute vallée de l'Aveyron.

## Toponymie
Durant la Révolution, la commune porte le nom de Sévérac-l'Union.

## Politique et administration
| Période                                  | Période       | Identité     | Étiquette | Qualité  |
| ---------------------------------------- | ------------- | ------------ | --------- | -------- |
| Les données manquantes sont à compléter. |               |              |           |          |
| mars 2001                                | décembre 2015 | Émile Layral | DVD       | Retraité |

## Démographie
L'évolution du nombre d'habitants est connue à travers les recensements de la population effectués dans la commune depuis 1793. À partir du 1er janvier 2009, les populations légales des communes sont publiées annuellement dans le cadre d'un recensement qui repose désormais sur une collecte d'information annuelle, concernant successivement tous les territoires communaux au cours d'une période de cinq ans. 
Pour les communes de moins de 10 000 habitants, une enquête de recensement portant sur toute la population est réalisée tous les cinq ans, les populations légales des années intermédiaires étant quant à elles estimées par interpolation ou extrapolation. Pour la commune, le premier recensement exhaustif entrant dans le cadre du nouveau dispositif a été réalisé en 2006,.
En 2013, la commune comptait 429 habitants, en évolution de +4,13 % par rapport à 2008 (Aveyron : +0,58 %, France hors Mayotte : +2,49 %).
| 1793 | 1800 | 1836 | 1841 | 1846 | 1851 | 1856 | 1861 | 1866 |
| ---- | ---- | ---- | ---- | ---- | ---- | ---- | ---- | ---- |
| 526  | 584  | 630  | 600  | 628  | 604  | 610  | 550  | 534  |

| 1872 | 1876 | 1881 | 1886 | 1891 | 1896 | 1901 | 1906 | 1911 |
| ---- | ---- | ---- | ---- | ---- | ---- | ---- | ---- | ---- |
| 530  | 540  | 538  | 584  | 589  | 619  | 568  | 515  | 505  |

| 1921 | 1926 | 1931 | 1936 | 1946 | 1954 | 1962 | 1968 | 1975 |
| ---- | ---- | ---- | ---- | ---- | ---- | ---- | ---- | ---- |
| 435  | 465  | 477  | 472  | 517  | 551  | 486  | 428  | 422  |

| 1982 | 1990 | 1999 | 2006 | 2011 | 2013 | - | - | - |
| ---- | ---- | ---- | ---- | ---- | ---- | - | - | - |
| 366  | 415  | 418  | 424  | 421  | 429  | - | - | - |

## Culture locale et patrimoine

### Lieux et monuments
- Site archéologique du dolmen des Cayroules  Inscrit MH (1995)[5].
- Le Lavoir
- Le Griffoul

### Personnalités liées à la commune
- Camille Douls (né le 18 octobre 1864 à Sévérac-l'Église, mort le 6 février 1889 à Akabli) est un explorateur français du Sahara et de l'Afrique du Nord. Il a pu pénétrer dans le Sahara occidental à une époque où la région était fermée aux étrangers, vivre parmi les populations Maures (nomades Ouled Delim) et rapporter de précieuses informations sur leur mode de vie et leur environnement.